# 日本緋鯉
日本緋鯉為輻鰭魚綱鱸形目鱸亞目鬚鯛科的其中一種，分布西太平洋區，包括日本、韓國、台灣、中國及香港等海域，棲息深度20-200公尺，體長可達15.7公分，為底棲性魚類，生活在沙底質海域，屬肉食性，可做為食用魚。